# Voka (Toila)
Voka est un petit bourg de la Commune de Toila du comté de Viru-Est en Estonie .
Au 31 décembre 2011, il compte 823 habitants.